# Encara soc aquí
Encara soc aquí (títol original, Ainda Estou Aqui) és una pel·lícula de drama biogràfic polític de 2024 dirigida per Walter Salles a partir d'un guió de Murilo Hauser i Heitor Lorega, basada en el llibre Ainda Estou Aqui (2015) de Marcelo Rubens Paiva. Va guanyar el guardó a la millor pel·lícula de parla no anglesa als Premis Oscar de 2024. S'ha doblat i subtitulat al català.
És protagonitzada per Fernanda Torres i Fernanda Montenegro, ambdues intepretant el personatge d'Eunice Paiva en diferents èpoques. Poc després de la seva estrena als cinemes brasilers el 7 de novembre de 2024, la pel·lícula va ser objecte d'un boicot infructuós per part de la extrema dreta brasilera. Va tenir un pressupost de producció de 1,5 milions de dòlars, i amb una recaptació de 9,2 milions de dòlars va esdevenir la pel·lícula brasilera més taquillera des de la pandèmia de COVID-19.
La pel·lícula es va estrenar a la 81a Mostra Internacional de Cinema de Venècia, on va rebre elogis de la crítica, i crítiques positives unànimes per l'actuació de Torres. Hi va rebre el premi al millor guió. Al setembre de 2024, la pel·lícula va ser seleccionada com l'entrada brasilera al millor llargmetratge de parla no anglesa als Premis Oscar de 2024, que va guanyar.

## Argument
Basada en les memòries de Marcelo Rubens Paiva, en les quals narra com la seva mare es va veure obligada a l'activisme polític quan el seu marit, el diputat esquerrà Rubens Paiva, va ser capturat pel règim durant la Dictadura militar al Brasil, el 1971.
A la dècada de 1970 a Rio de Janeiro, l'antic congressista Rubens Paiva torna al Brasil després de sis anys d'autoexili, després de la revocació del seu mandat a l'inici del cop d'estat brasiler de 1964. Viu a Rio de Janeiro, en una casa idíl·lica prop de la platja de Leblon amb la seva dona Eunice i els seus cinc fills. Paiva torna a la seva carrera civil mentre continua donant suport als expatriats sense parlar de les seves activitats amb la família.
Després del segrest de l'ambaixador suís Giovanni Bucher per moviments revolucionaris d'extrema esquerra, el Brasil s'enfronta a una inestabilitat política imminent. Una incursió militar té lloc a la casa de Paiva, que va resultar en la seva detenció i desaparició el gener de 1971. Les investigacions públiques d'Eunice sobre el parador de Rubens van donar lloc a la seva detenció i tortura durant 12 dies. L'Eliana, la filla adolescent del matrimoni, també és empresonada, però és alliberada a les 24 hores. Després d'una moderada indignació mediàtica, provocada pels amics de la família, Eunice és informada extraoficialment del destí de Rubens.
Vint-i-cinc anys més tard, el 1996, Eunice rep de l'Estat brasiler, ara de nou una democràcia, el certificat de defunció oficial de Rubens Paiva.
L'any 2014, durant una reunió familiar envoltada dels seus fills i néts, es veu com l'Eunice, a 85 anys, viu amb Alzheimer avançada. Quan un reportatge de televisió sobre la Comissió Nacional de la Veritat aborda el cas de Rubens, sembla que una Eunice angoixada recorda el seu propi passat.

## Repartiment
- Fernanda Torres com a Eunice Paiva[4]
  - Fernanda Montenegro com a Eunice Paiva (anciana)
- Selton Mello como Rubens Paiva
- Guilherme Silveira com a Marcelo Rubens Paiva
  - Antonio Saboia com a Marcelo Rubens Paiva (adult)
- Valentina Herszage com a Vera Paiva
  - Maria Manoella com a Vera Paiva (adult)
- Luiza Kosovski com a Eliana Paiva
  - Marjorie Estiano com a Eliana Paiva (adulta)
- Barbara Luz com a Nalu Paiva
  - Gabriela Carneiro da Cunha com a Nalu Paiva (adulta)
- Cora Mora com a Maria Beatriz Facciolla Paiva
  - Olívia Torres com a Maria Beatriz Facciolla Paiva (adulta)
- Humberto Carrão como Félix
- Maeve Jinkings como Dalva Gasparian
- Caio Horowicz como Ricardo Gomes Pimpão
- Camila Márdila com a Dalal Achcar
- Charles Fricks com a Fernando Gasparian
- Luana Nastas com a Helena Gasparian
- Isadora Ruppert com a Laura Gasparian
- Daniel Dantas com a Raul Ryff
- Maitê Padilha com a Cristina
- Carla Ribas com a Martha

## Producció
El guió va ser escrit per Murilo Hauser i Heitor Lorega, i adaptat de les memòries Ainda Estou Aqui de Marcelo Rubens Paiva, fill d'Eunice. Hauser també va coescriure el guió de A Vida Invisível (2019) de Karim Aïnouz, basada en la novel·la homònima de Martha Batalha.
La fotografia principal va començar el juny de 2023 a Rio de Janeiro, Brasil. La pel·lícula va ser produïda per RT Features i VideoFilmes en coproducció amb Globoplay, Mact Productions, Conspiração Filmes i Arte France Cinéma.

## Estrena

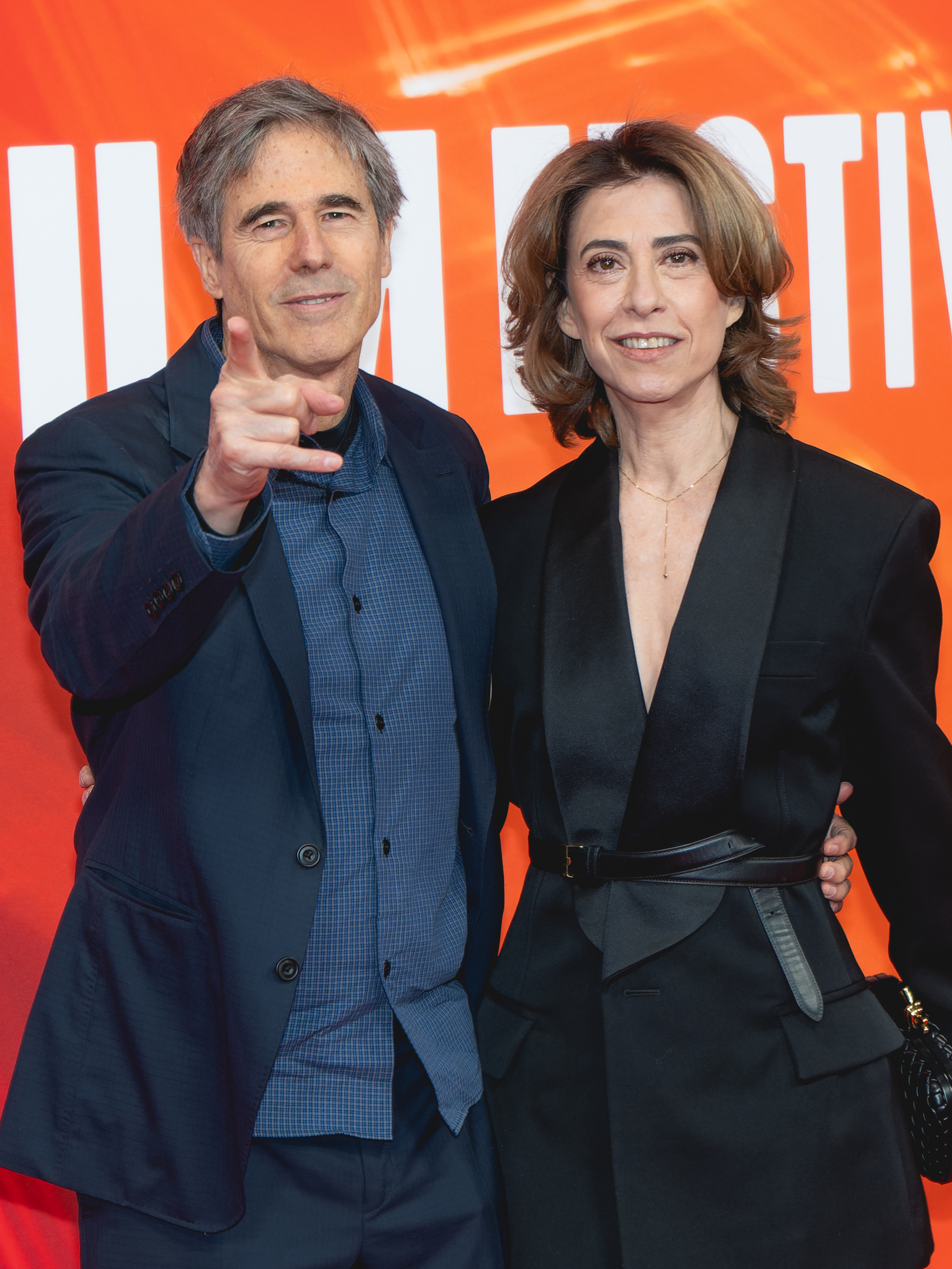
El director Walter Salles i l’actriu principal Fernanda Torres promocionant Ainda Estou Aqui al 2024 BFI London Film Festival

El maig de 2024, Sony Pictures Classics va adquirir els drets de distribució de Ainda Estou Aqui a Amèrica del Nord, Orient Mitjà, Europa de l'Est, Turquia, Portugal, Austràlia i Nova Zelanda al Marché du Film.
La pel·lícula es va estrenar a la 81a  Mostra Internacional de Cinema de Venècia l'1 de setembre de 2024, rebent una gran ovació de més de 10 minuts; va ser nominada al Lleó d'Or i va guanyar el premi del Millor guió. També es va projectar als festivals de Toronto, Nova York i Londres al setembre i octubre.
Per optar a la Millor Pel·lícula Internacional als Premis Oscar de 2024, la pel·lícula va rebre una presentació limitada a la ciutat brasilera de  Salvador del 19 al 25 de setembre de 2024, seguit d'un llançament a nivell nacional el 7 de novembre per Sony Pictures Releasing.
Ainda Estou Aqui s'estrenarà a França el 15 de gener de 2025 per StudioCanal. Als Estats Units, la pel·lícula va rebre una setmana de classificació per als premis el novembre de 2024 i s'estrenarà a la ciutat de Nova York i Los Angeles el 17 de gener de 2025, abans d'ampliar-se a una estrena àmplia el 14 de febrer.

## Recepció

### Taquilla
El dia de la seva inauguració al Brasil, Ainda Estou Aqui va portar 50.320 persones als cinemes, amb una recaptació de 1,1 milions R$. En el seu primer cap de setmana, tot i que va ser l'objectiu d'un frustrat Boicot de l'extrema dreta brasilera, la pel·lícula va debutar en primer lloc a taquilla amb 358.000 entrades, guanyant 8,6 milions de R$, superant la tercera setmana de Venom: The Last Dance (6,6 milions de R$) i Red One el primer cap de setmana (5,3 milions R$).

### Crítica

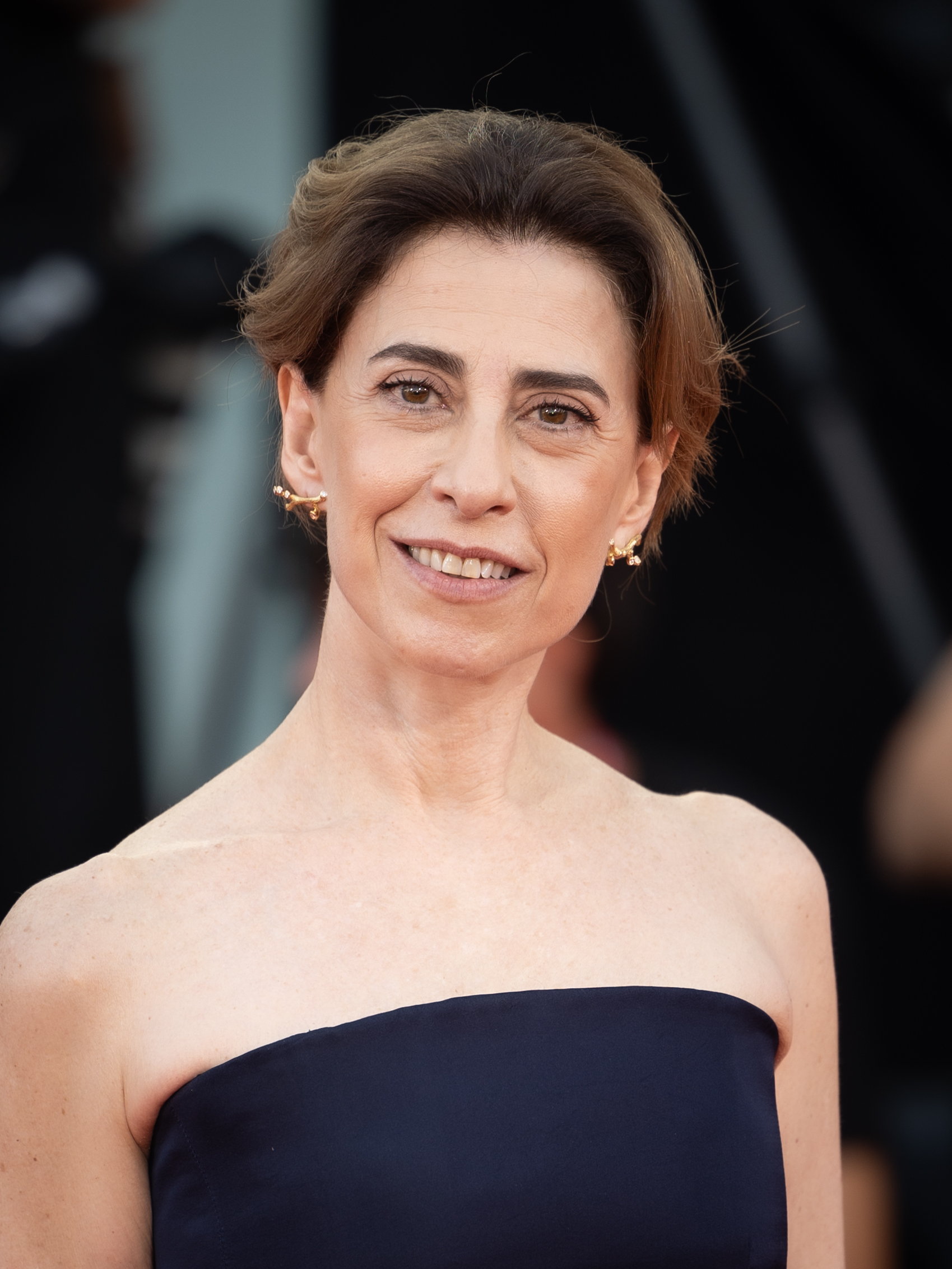
Fernanda Torres a l'estrena mundial de la pel·lícula al 81a Mostra Internacional de Cinema de Venècia. Molts crítics van considerar la seva actuació com una de les millors de l'any.

Ainda Estou Aqui va rebre elogis aclaparadors després de la seva estrena per part del públic, els crítics de cinema i la premsa brasilera i internacional; els elogis es van dirigir principalment a l'actuació de Fernanda Torres.
En el lloc web d'agregadors de ressenyes Rotten Tomatoes, el 91% de les 23 ressenyes dels crítics són positives, amb una qualificació mitjana de 7.1/10.
Metacritic, que utilitza una mitjana ponderada, li va assignar a la pel·lícula una puntuació de 79 sobre 100, basada en 11 crítics, el que indica ressenyes "generalment favorables". Jessica Kiang de Variety va elogiar la pel·lícula i la seva càrrega dramàtica: "Clàssic en forma però radical en empatia, Ainda Estou Aqui, sens dubte, no necessita les seccions de seguiment —una ambientada el 1996 i l'altra el 2014— que alteren una mica el ritme emocional Però, d'altra banda, aquests personatges són tan vius que tampoc els volem deixar". Per Wendy Ide de Screen Daily, Salles "mai no sobrepassa els ritmes emocionals de la pel·lícula, sinó que confia en la magnífica interpretació de Torres amb capes intricades per impulsar la imatge"; també va elogiar Montenegro, "que té un breu però excepcionalment poderós cameo aquí com l'anciana Eunice".
Diversos mitjans internacionals van aplaudir el treball de Fernanda Torres, i Collider la considera una de les millors actuacions de l'any, sent "més que mereixedora d'una  nominació a l'Oscar". A la seva ressenya per Deadline, Stephanie Bunbury descriu la pel·lícula com una "celebració del Brasil", i elogia a Torres, afirmant que l'actriu "té una delicadesa emocional com l'Eunice que transmet, a través dels senyals més petits i subtils, el que li costa contenir l'angoixa i la ràbia pel bé de la seva família. És una actuació que l'ha de catapultar a la carrera de premis, 25 anys després de la seva mare Fernanda Montenegro va ser va ser nominada a l'Oscar pel llargmetratge innovador de Salles, Estació Central de Brasil". David Rooney a The Hollywood Reporter va destacar la relació entre Montenegro i Torres, dient que "el que fa que la connexió sigui encara més commovedora és que ella apareix com la versió anciana i malaltissa de la protagonista", i va reconèixer que Ainda Estou Aqui com "una pel·lícula apassionant i profundament commovedora amb un profund pou de pathos. És una de les millors de Salles". Per IndieWire, Leila Latif diu que l'actuació de Torres "és tan espectacular com suggereix la seva filmografia, on va destacar com una de les millors actors del Continent sud-americà en el seu paper a Terra Estrangeira (també dirigida per Salles) i va guanyar un Palma d'or a la millor actriu a Eu Sei que Vou Te Amar. La seva Eunice posseeix una força i un estoïcisme fenomenals que fan que cada moment de dolor que s'apunta a través de les esquerdes de la seva armadura sigui encara més commovedor", i va elogiar la seva interacció a la pantalla amb Selton Mello.
El cineasta Alfonso Cuarón la va anomenar una de les seves pel·lícules preferides del 2024, dient: "Veure una pel·lícula de Walter Salles és acceptar-se amb generositat, és com experimentar una atracció gravitatòria, que ens aixeca i ens aterra alhora amb un invisible. però una força innegable Amb Ainda Estou Aqui, aquest efecte és encara més convincent.
Va ser nomenat un dels Top 5 International Films de 2024 pel National Board of Review, i una de les 50 millors pel·lícules de l'any per la revista de cinema britànica Sight & Sound.

### Premis i nominacions
| Premi                                         | Data                   | Categoria                                      | Nominat/a                     | Resultat   | Ref.          |
| --------------------------------------------- | ---------------------- | ---------------------------------------------- | ----------------------------- | ---------- | ------------- |
| Festival de Cinema de Venècia                 | 7 de setembre de 2024  | Lleó d'or                                      | Walter Salles                 | Nominat    | [ 30 ]        |
| Festival de Cinema de Venècia                 | 7 de setembre de 2024  | Millor Guió                                    | Murilo Hauser i Heitor Lorega | Guanyador  | [ 30 ]        |
| Festival de Cinema de Venècia                 | 7 de setembre de 2024  | Premi Green Drop                               | Walter Salles                 | Guanyador  | [ 31 ]        |
| Festival de Cinema de Venècia                 | 7 de setembre de 2024  | Premi SIGNIS                                   | Walter Salles                 | Guanyador  | [ 32 ]        |
| Celebration of Latino Cinema & Television     | 22 d'octubre de 2024   | Millor Actriu - Pel·lícula Internacional       | Fernanda Torres               | Honorada   | [ 33 ]        |
| Festival Internacional de Cinema de Vancouver | 11 d'octubre de 2024   | Premi Gala & Special Presentations Audience    | Ainda Estou Aqui              | Guanyador  | [ 34 ]        |
| Festival de Cinema de Mill Valley             | 16 d'octubre de 2024   | Pel·lícula favorita del públic                 | Ainda Estou Aqui              | Guanyador  | [ 35 ]        |
| Festival Internacional de Cinema de Pingyao   | 18 d'octubre de 2024   | Premi Crouching Tiger Hidden Dragon East-West  | Walter Salles                 | Guanyador  | [ 36 ]        |
| Mostra Internacional de Cinema de São Paulo   | 30 d'octubre de 2024   | Premi de l'audiència – Millor Ficció Brasilera | Ainda estou aqui              | Guanyador  | [ 37 ]        |
| Festival de Cinema de Miami                   | 7 de novembre de 2024  | Premi del Públic                               | Ainda estou aqui              | Guanyador  | [ 38 ]        |
| Astra Film Awards                             | 8 de desembre de 2024  | Millor Pel·lícula Internacional                | Ainda estou aqui              | Pendent    | [ 39 ]        |
| Festival du film d’histoire de Pessac         | 25 de novembre de 2024 | Prix Danielle Le Roy du Jury Étudiant          | Ainda estou aqui              | Guanyador  | [ 40 ]        |
| Festival du film d’histoire de Pessac         | 25 de novembre de 2024 | Prix du Public                                 | Ainda estou aqui              | Guanyador  | [ 40 ]        |
| Premis Globus d'Or                            | 5 de gener de 2025     | Millor pel·lícula de parla no anglesa          | Ainda estou aqui              | Nominada   | [ 41 ] [ 42 ] |
| Premis Globus d'Or                            | 5 de gener de 2025     | Millor Actriu – Drama                          | Fernanda Torres               | Guanyadora | [ 41 ] [ 42 ] |